# Hans Felber
Hans Gustav Felber (8. jul 1889 — 8. mart 1962) bio je nemački pešadijski general (od 1. augusta 1940) i štabni oficir.
Jedno vreme je bio okupacioni komandant Srbije tokom Drugog svetskog rata. Zapovedao je nemačkim i kvislinškim trupama tokom bitke za Srbiju 1944. godine.

## Literatura
- Kto byl kto v Tretyem reykhe. Biografichesky entsiklopedichesky slovar, Moscow, 2003 (jezik: ruski)
- Scherzer, Veit (2007). Ritterkreuzträger 1939–1945 Die Inhaber des Ritterkreuzes des Eisernen Kreuzes 1939 von Heer, Luftwaffe, Kriegsmarine, Waffen-SS, Volkssturm sowie mit Deutschland verbündeter Streitkräfte nach den Unterlagen des Bundesarchives (in German). Jena, Germany: Scherzers Miltaer-Verlag.  978-3-938845-17-2.